# Conocephalus maculatus
Conocephalus maculatus is een rechtvleugelig insect uit de familie sabelsprinkhanen (Tettigoniidae). De wetenschappelijke naam van deze soort is voor het eerst geldig gepubliceerd in 1841 door Le Guillou.
1. ↑  (en) Conocephalus maculatus op de IUCN Red List of Threatened Species.